# Holzabsatzfonds

Logo

Der Holzabsatzfonds (HAF, früher Forstabsatzfonds)  als Anstalt des öffentlichen Rechts mit Sitz in Bonn war bis Sommer 2009 die zentrale Marketingeinrichtung der deutschen Forst- und Holzwirtschaft.
Der Holzabsatzfonds hatte laut Holzabsatzfondsgesetz den gesetzlichen Auftrag, den Absatz und die Verwertung von Erzeugnissen der deutschen Forst- und Holzwirtschaft durch Erschließung und Pflege von Märkten im In- und Ausland mit modernen Mitteln und Methoden zu fördern. Die im Gesetz festgelegten Regelungen zur Finanzierung der Aufgaben des HAF über eine von Betrieben der Forst- und Holzwirtschaft zu entrichtende Sonderabgabe wurden jedoch im Mai 2009 vom Bundesverfassungsgericht für nichtig erklärt. Daraufhin wurde die Anstalt zum 31. Mai 2011 aufgelöst; der Holzabsatzfonds stellte seine Arbeit Ende August 2009 ein.
Ab dem 1. April 2010 hatte die Zukunft Holz GmbH (ZHG) auf interessenfinanzierter Basis die Übernahme einer zentralen Holzabsatzförderung in Deutschland versucht.
Aufgrund ausbleibender Finanzierung konnte nur der Teilbereich Holzmarktberichterstattung erfolgreich fortgeführt werden. Die Marktberichterstattung für die Forst- und Holzwirtschaft wurde seinerzeit von der Plattform Forst und Holz der Firma "HMI - Holzmarktinfo" übertragen. Seit 2012 führt die HMI - Holzmarktinfo die ihr übertragenen Aufgaben auf eigene Rechnung fort.